# Zelina Breška
Zelina Breška is een plaats in de gemeente Ivanić-Grad in de Kroatische provincie Zagreb. De plaats telt 136 inwoners (2001).